# 오우치 게이고
오우치 게이고(일본어: 大内 啓伍, おおうち けいご, 1930년 1월 23일~2016년 3월 9일)는 일본의 정치인이다. 중의원 의원, 제76대·제77대 후생대신, 민사당 위원장, 자유연합 총재를 역임하였다.

## 생애
1930년 도쿄부 도쿄시 교바시구(현 도쿄도 주오구)에서 할팽여관을 하는 부모님 사이에서 태어났다. 와세다 대학 제1법학부를 졸업한 뒤 미국 예일 대학교 대학원으로 유학을 갔다. 이후 사법시험을 준비하고자 했으나 여관을 찾은 국회의원 가스가 잇코의 권유를 받아 정계에 입문했다. 1953년 사회당 우파 정책심의회 사무국에서 근무하기 시작했고 1960년 민주사회당 창당에 참여해 정책심의회 사무국장을 역임한 뒤 국회의원이 아니면서도 이례적으로 정책심의회 부회장이 되었다. 1971년 민사당이 이론지 『혁신』을 창간할 때 편집장을 맡았다.
1972년 민사당 방중단에 참여해 중화인민공화국을 찾았으며 중일국교정상화에 지지를 표명했다.
1973년 아우구스토 피노체트가 쿠데타를 일으켜 칠레의 대통령이 되자 민사당이 조사단을 보낼 때 참여했다. 이후 피노체트의 쿠데타를 지지했다.
1976년에 민사당의 공천을 받아 제34회 일본 중의원 의원 총선거에 출마해 당선됐다. 당직 경력이 풍부하여 초선 의원임에도 1977년 11월 정책심의회장이 되었으며 1985년 쓰카모토 사부로가 위원장이 되자 후임 서기장이 되었다. 1984년에는 중의원 오키나와 및 북방 문제에 관한 특별위원장에 취임했다.
1986년 제38회 일본 중의원 의원 총선거 땐 뇌물 수수 의혹과 민사당을 탈당한 요코테 후미오의 기자 회견에 동석한 여파로 도쿄도 제2구에서 최하위로 낙선했다. 낙선 후에도 서기장 자리를 지키다가 1989년 쓰카모토가 리크루트 사건의 여파로 위원장에서 물러나자 집행부도 총사퇴하면서 오우치도 서기장에서 사임했다.
1990년 제39회 일본 중의원 의원 총선거에서 당선돼 4년 만에 중의원에 복귀했다. 이 선거에서 민사당이 20석에도 못 미치는 참담한 성적표를 받아들여 나가스에 에이이치가 위원장에서 물러났고 후임으로 오우치가 취임했다. 1992년 제16회 일본 참의원 의원 통상선거에서는 4석만 얻는 데 그쳐 교섭단체도 구성하지 못했고 1993년 제40회 일본 중의원 의원 총선거에서도 20석 미만의 의석을 얻었다. 하지만 해당 선거에서 자유민주당이 과반수 획득에 실패하자 오자와 이치로의 주도하에 8개 야당이 모여 호소카와 내각을 수립해 자민당을 여당에서 끌어내렸다. 민사당도 연립 내각에 참여했고 오우치는 후생상으로 첫 입각했다.
1994년 2월 총리대신 호소카와 모리히로가 세율 3%의 소비세를 폐지하는 대신 세율 7%의 국민복지세를 도입하겠다고 발표했다. 문제는 담당 대신인 오우치가 이 사실을 사전에 전혀 몰랐다는 것이었다. 오우치는 내각관방장관 다케무라 마사요시, 사회당 위원장 무라야마 도미이치와 보조를 맞춰 국민복지세에 반대했고 호소카와도 이를 받아들였다. 이는 오자와가 자신의 최측근들하고만 정책을 논의해 다른 당에 통보만 하는 권위주의적 방식을 적나라하게 보여준 사례로 연립 정권 내의 갈등이 생각보다 작지 않음을 시사했다.
4월 호소카와가 총리대신에서 물러나고 5월에 하타 쓰토무가 새로 총리대신이 되었다. 오우치는 후생상에 유임됐지만 오자와와 사회당의 갈등이 극에 달해 사회당이 연립에서 이탈한 뒤 자민당과 손을 잡는 이변이 생겼다. 자민당은 사회당의 무라야마를 총리대신으로 추대하면서 6월에 연립 내각을 무너뜨렸기에 하타 내각은 불과 64일 만에 총사직해야 했다. 후생상에서 물러나게 된 오우치는 같은 달 민사당 위원장에서도 물러났다.
이에 오자와는 통일된 야당을 만들고자 신진당 창당을 구상했고 민사당 내에선 이에 합류하기 위해 당을 해산할지 논의하기 시작했다. 하지만 창가학회를 지지 기반으로 하는 공명당이 신진당에 참여했기에 오우치와 쓰카모토는 이에 반대했다. 이는 오우치가 입정교성회, 쓰카모토가 영우회의 지원을 받고 있었는데 이들 종교단체가 창가학회와는 사이가 좋지 않았던 것에서 기인한 것이다. 결국 민사당은 해산하고 대부분의 의원들이 신진당으로 옮겨갔으나 쓰카모토는 무소속으로 있다가 자민당에 입당했고 오우치는 자유연합을 거쳐 자민당에 들어갔다.
1996년 제41회 일본 중의원 의원 총선거에 자민당의 공천을 받고 출마했지만 무소속으로 출마한 아라이 쇼케이에게 3만 표 이상의 차이로 패배했다. 이 선거부터 소선거구제가 도입되어 선거구당 한 명만 당선될 수 있게 되었기에 오우치는 낙선한 셈이 되었다. 아라이가 사망하자 1998년 보궐선거에 입후보하겠단 뜻을 표명했지만 자유민주당 간사장 가토 고이치가 다음 총선에서 비례대표 명부 순위에서 우대해주겠다고 약속하자 입후보를 포기했다. 그리고 2000년 제42회 일본 중의원 의원 총선거에 도쿄 비례대표 선거구에 자민당 공천으로 명부 5위에 이름을 올렸지만 4위까지만 당선되는 데 그쳐 또 낙선했다. 이후 정계를 은퇴했다.
2016년 3월 오타구의 한 병원에서 폐렴으로 사망했다. 사후 정3위가 서훈됐다.

## 같이 보기
- 1973년 칠레 쿠데타
- 반공주의

## 역대 선거 결과
|  | 15.3% |

|  | 13.9% |

|  | 17.2% |

|  | 14% |

|  | 12.7% |

|  | 15.3% |

|  | 15.1% |

|  | 22.7% |

|  | 0% |